# NGC 2560
NGC 2560 è una galassia lenticolare situata nella costellazione del Cancro, a una distanza di circa 246 milioni di anni luce dalla nostra Via Lattea.

## Scoperta
La galassia è stata scoperta il 17 marzo 1862 dall'astronomo tedesco Heinrich d'Arrest.

## Descrizione
Il database SIMBAD la classifica come galassia LINER, cioè una galassia il cui nucleo presenta uno spettro di emissione caratterizzato da larghe righe di atomi debolmente ionizzati.

## Gruppo di NGC 2563
NGC 2560 fa parte del Gruppo di NGC 2563. Oltre a NGC 2560 e NGC 2563, il gruppo comprende almeno altre 12 galassie, tra cui NGC 2556, NGC 2557, NGC 2558, NGC 2562, NGC 2563 e NGC 2569.